# Saldanhada

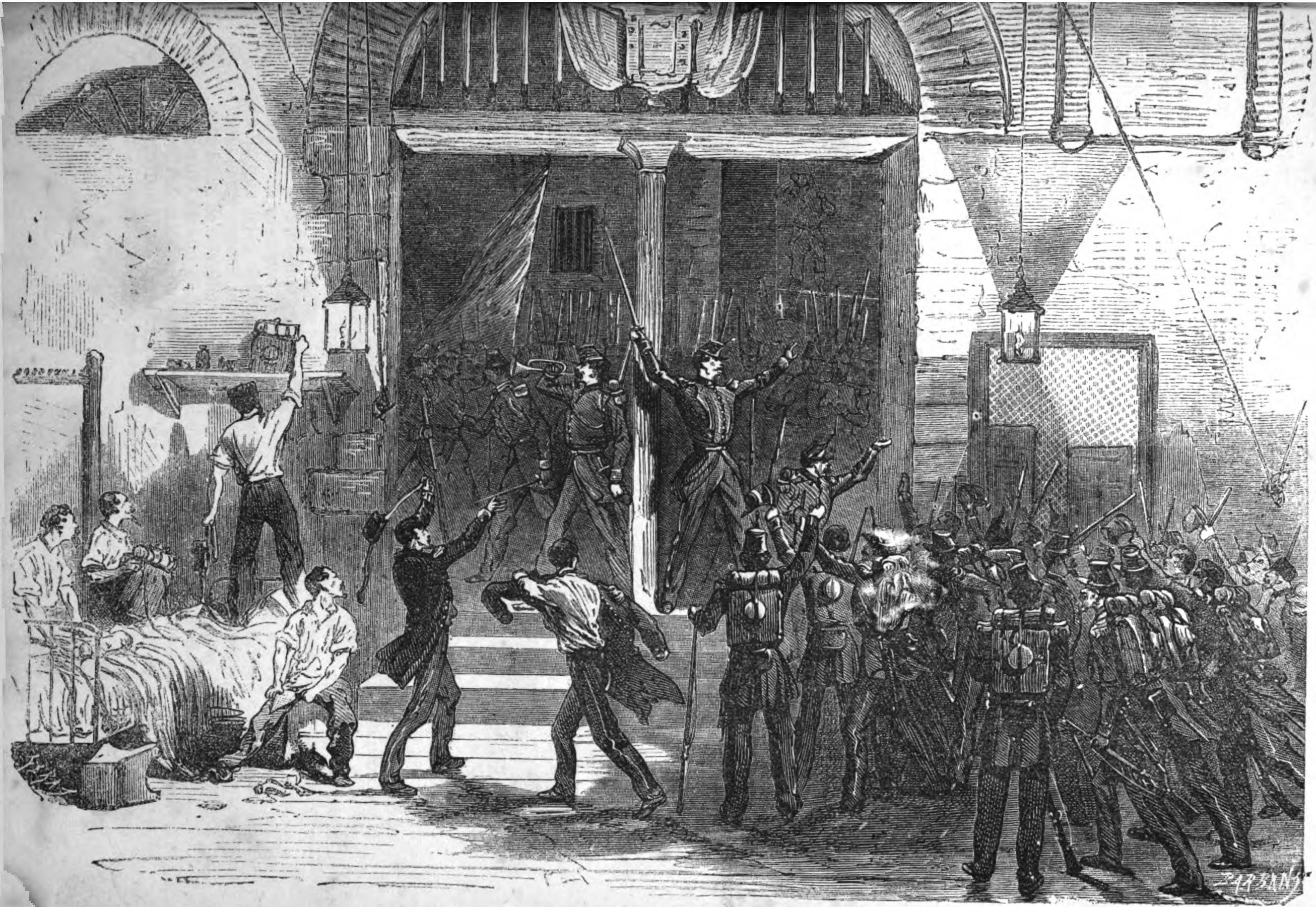
Pronunciamento em Lisboa.

A Saldanhada foi um pronunciamento militar que ocorreu em Portugal a 19 de Maio de 1870, sendo o último dos muitos golpes militares liderados pelo marechal João Oliveira e Daun, Duque de Saldanha, na sua longa carreira político-militar, daí o nome com que ficou conhecido. 
Através da Saldanhada o grupo militar conservador liderado por Saldanha impôs ao rei D. Luís a demissão do governo então presidido pelo duque de Loulé, e a sua substituição por novo executivo, presidido pelo próprio marechal Saldanha. 
Sendo um governo serôdio e sem apoio real, o executivo de Saldanha durou cerca de três meses, sendo facilmente derrubado. Com o assentimento britânico, o duque de Saldanha foi então nomeado embaixador de Portugal em Londres, partindo para um "exílio dourado" onde falecerá a 21 de Novembro de 1876

## Descrição

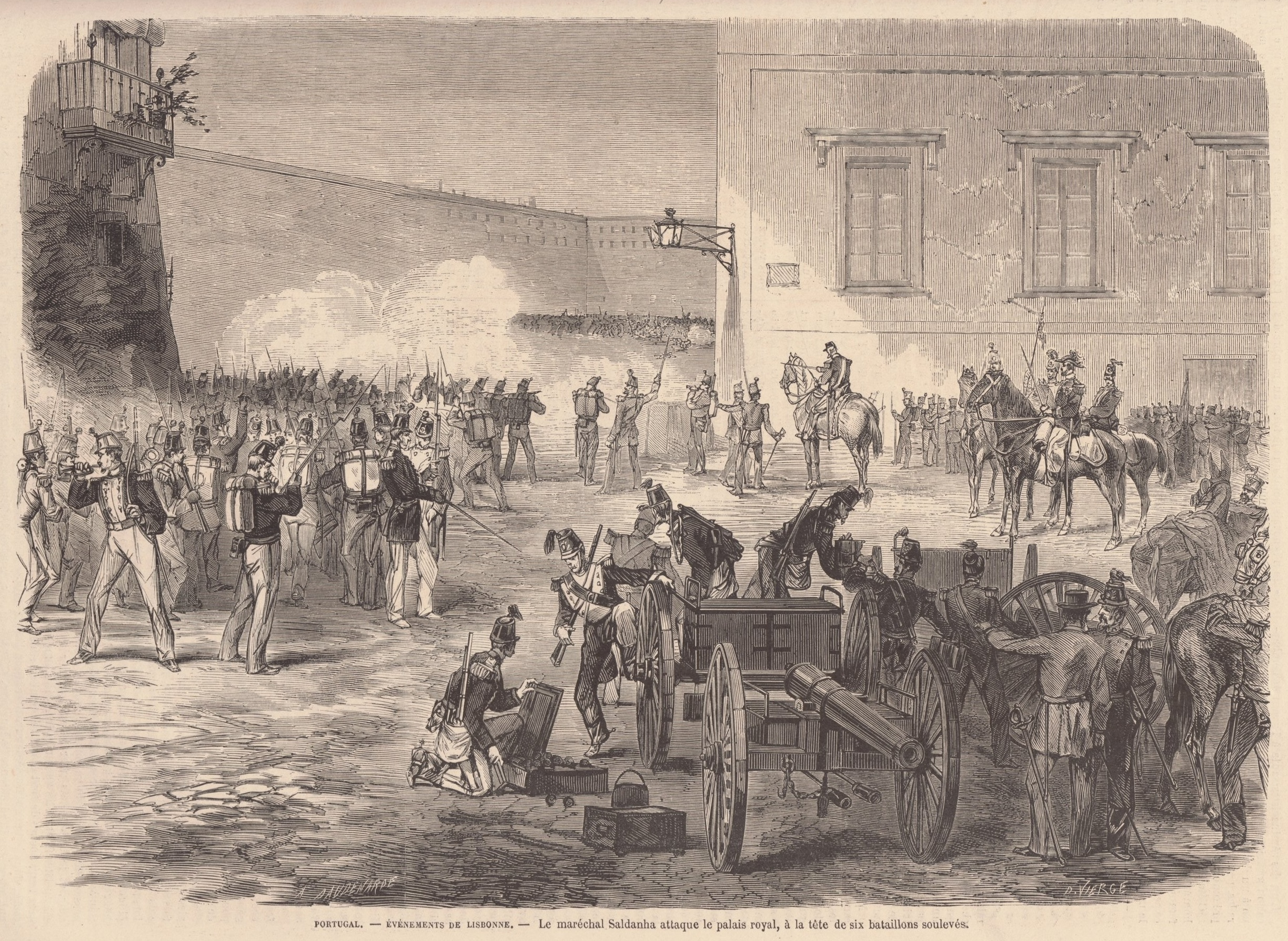
O marechal Saldanha atacando o palácio real (Le Monde Illustré, 1870).

Na noite de 18 de Maio de 1870 alguns regimentos do Exército Português cercaram o Palácio da Ajuda, onde se encontrava o rei D. Luís I de Portugal, impondo ao monarca a demissão do governo. Para isso assestaram contra o Paço algumas peças de artilharia, infligindo a D. Luís I a humilhação de demitir, contra a sua vontade, o governo.
Quando, alegadamente com o propósito de evitar mais lamentáveis acontecimentos, o rei cedeu à inesperada e arrogante intimação, o Marechal Saldanha formou governo. Contudo, a sua governação apenas durou cem dias, levantando contra si todos os partidos organizados. Face ao colapso do governo do Marechal Saldanha, o marquês de Sá da Bandeira prestou-se a auxiliar o rei e a 29 de Agosto daquele ano, o ministério Saldanha foi demitido e foi chamado ao poder Sá da Bandeira, que imediatamente cedeu ao conde de Ávila o encargo de constituir o ministério.